# 京都府立田辺高等学校
京都府立田辺高等学校（きょうとふりつ たなべこうとうがっこう）は、京都府京田辺市河原神谷にある公立高等学校。

## 概要
1963年開校。府下で唯一の自動車科を設置し、卒業時に三級自動車整備士の受験資格が取得できる。求人数は府立高校トップクラスを誇り、2006年までの就職希望者の内定率は毎年ほぼ100％に達している。
1976年度までは工業科のみであったが、当時でも「京都府立田辺高等学校」が正式名であり、特に「工業高校」とは称していなかった。

## 設置学科
- 普通科（アドバンストコース､スタンダードコース）
- 自動車科
- 工業技術科（技術探究コース、機械技術コース、電気技術コース）
  - 2015年度より工学探究科・機械技術科・電気技術科とコースを学科に変更

## 沿革
- 1962年3月8日 - 府議会において設置議決
- 1962年6月15日 - 開設準備室を京都府教育庁に設置
- 1962年7月31日 - 第I期工事起工式を挙行
- 1963年1月18日 - 京都府立田辺高等学校設置（昭和38年京都府教育委員会告示第1号）
- 1963年3月25日 - 第I期工事（第1棟、第2棟その他）竣工
- 1963年4月1日 - 開校（機械工学科、自動車工学科、電気工学科、電子工学科）
- 1963年10月31日 - 第2期工事竣工（機械工場その他）
- 1964年3月30日 - 第3期工事（電気棟、機械工場その他）竣工
- 1965年2月28日 - 第4期工事（第1体育館、鋳鍛造その他）竣工
- 1965年5月20日 - 完工式挙行
- 1970年10月2日 - 食堂完成
- 1977年4月 - 普通科発足
- 1978年3月25日 - 普通科設置に伴う第1期工事（工芸、地学、社会、視聴覚及び普通教室）竣工
- 1979年3月20日 - 普通科設置に伴う第2期工事（調理、被服、家経、作法、生物、LL及び普通教室）竣工
- 1981年3月25日 - 第2体育館（格技場）竣工
- 1983年4月 - 通学圏分割に伴い、山城通学圏から山城南通学圏へ移行
- 1985年 - 全日制普通科に第I類・第II類を設置
- 1986年3月19日 - 第6棟（美術教室及び普通教室）竣工
- 1989年5月15日 - 第3体育館完成
- 2004年4月 - 通学圏統合に伴い、山城南通学圏から山城通学圏へ移行
- 2007年4月 - 学科改編

## 交通
- 近鉄京都線 新田辺駅や、学研都市線（JR西日本） 京田辺駅または京阪バス・京都京阪バス田辺高校下車。